# Arkwright Town
Arkwright Town – wieś w Anglii, w hrabstwie Derbyshire, w dystrykcie North East Derbyshire. Leży 36 km na północ od miasta Derby i 210 km na północny zachód od Londynu.